# Libanoni Fegyveres Erők
A Libanoni Fegyveres Erők (arabul: القوات المسلحة اللبنانية) három haderőnemből áll: a szárazföldi erőkből, a légierőből és a haditengerészetből. Személyi állománya közel 72 ezer fő.
A Libanoni Fegyveres Erők elsődleges feladata az ország és polgárai védelme a külső agressziótól, fenntartani a belső stabilitást és biztonságot, az ország létfontosságú érdekeit érintő fenyegetések elhárítása, részt venni a társadalmi fejlődés feladataiban és a humanitárius műveletekben együttműködve a polgári szervekkel.
A fegyveres erők aktív létszáma 72 000 fő, ebből a szárazföldi csapatok kb. 65 000, a légierő 2000 és a haditengerészet mintegy 5000 fő. A katonai tanácsadók nem tartoznak a haderő állományába, de természetesen a parancsnoki állomány, a műszakiak és különleges erők igen.
Mindhárom haderőnem vezetését és irányítását a LAF parancsnoka látja el, aki szokásosan egy maronita katolikus keresztény a védelmi minisztériumból, amely Jarzeh-ben települt, Bejrút keleti részén. Jelenleg a Libanoni Fegyveres Erők főparancsnoka Joseph Aoun vezérezredes. A Libanoni Fegyveres Erők a növekedési rátáját tekintve a világon jelenleg a hatodik, mivel 1985 és 2000 között létszáma megduplázódott. Összesen hat katonai felsőoktatási intézettel rendelkeznek, de a libanoni katonatiszteket külföldön is oktatják, így pl. az Amerikai Egyesült Államokban, Oroszországban és más európai országokban is.
Az LAF felszerelése elavult, ami egyrészt a források hiányából, a pártok politikai küzdelmeiből és a 2000-es évekig a külföldi fegyveres erők jelenlétéből adódik. A libanoni kormány a partnereivel együttműködve fejleszti a fegyveres erők képességeit. A libanoni polgárháború befejezése után a LAF vezetése úgy döntött, hogy a haderő fegyverzetét olyan mértékben fejleszti, amennyire csak tudja. Az Amerikai Egyesült Államok továbbra is Libanon kulcsfontosságú partnere ebben a fejlesztési folyamatban, mivel a LAF fegyverzetének és felszerelésének körülbelül 85% -a amerikai gyártású, a többi brit, francia és szovjet.
A Fegyveres erők parancsnoka
A LAF Parancsnoka Jarzeh/Yarzeh-ban, a Védelmi Minisztériumban irányítja és vezeti a csapatait. Az LAF szervezeti felépítése magában foglalja:
• a Főparancsnok
• Vezérkari főnök
• Vezérkarfőnök haderőnemi helyettesei
• Különböző igazgatóságok (Igazgatóságok)

## Létszám
- Összlétszám: 71 830 fő (többsége sorozott állomány)
- Sorozott katonák szolgálati ideje: 12 hónap

## Szárazföldi erők
Létszám: 65 000 fő
- A libanoni szárazföldi csapatok – eredeti nevén القوات البريّة – a legnagyobb a három haderőnem közül. A 4. dandár, amely korábban aktív volt, 1984-ben feloszlatásra került. A libanoni haderő szárazföldi csapatai a következő erőkből állnak: Öt regionális parancsnokság: 1., Bejrút régió; 2., Bekaa régió; 3., Mount Libanon régió; 4., Északi régió; 5., Déli régió 11 dandár: 5. gépesített) dandár 1. lövészdandár 2. lövészdandár 3. lövészdandár 5. lövészdandár 6. lövészdandár 6 könnyű dandár: 7. gyalogdandár 8. gyalogdandár 9. gyalogdandár 10. gyalogdandár 11. gyalogdandár 12. gyalogdandár 
1. tüzérezred 2. tüzérezred 
Libanoni különleges erők ezred – hegyi hadviselés század . • Libanoni légi-mozgékonyságú ezred „beszivárgás-elleni” ezred (Moukafaha) 
Beavatkozó erők: 1. ezred; 2. ezred; 3. ezred; 4. ezred; 5. ezred; 6. ezred 
Köztársasági Gárda Dandár; Egészségügyi dandár; Támogató dandár; Logisztikai dandár; Katonai rendőrség; 
Független ezredek: – építő ezred. – 1. páncélos ezred (Libanon); – 1. határőr ezred – 2. határőr ezred – 3. határőr ezred – 4. határőr ezred 
A libanoni szárazföldi csapatok fegyverzete nagyrészt adományokból vagy kis költségvetésű beszerzésekből származik. Alapvető szállítójárműve az M113 típus, amelyet minden ezred és dandár használ. A nyugati- és a szovjet gyártmányú fegyverzet és felszerelés vegyesen megtalálható a haderő minden fegyverneménél. A libanoni haderő folyamatosan kísérel meg különféle országokból, például az Amerikai Egyesült Államokból, Belgiumból, Oroszországból és Hollandiából származó beszerzésekkel modernizálni. A beszerzésre kerülő fegyverek listája folyamatosan növekszik, és magában foglalja az M60 Patton típusú harckocsikat, az M198 típusú tarackokat, stb. Libanon a 2008 decemberi, moszkvai védelmi miniszteri látogatás alkalmával T-90 típus harckocsik vásárlásáról is tárgyalt, de ez az üzlet nem realizálódott. A jelenleg nem harcrendben álló felszerelések között szerepel az AMX-13 típusú lánctalpas (francia gyártmányú) könnyű harckocsi/harcjármű, a Saladin kerekes (brit), a Panhard M3 kerekes (francia) és a Staghound kerekes (brit) páncélozott járművek.

Fegyverzete:
- 340 db harckocsi (M-48, T-54/55)
- 36 db közepes harckocsi (AMX-13)
- 90 db felderítő harcjármű (AML, Saladin)
- kb. 1300 db páncélozott csapatszállító jármű
- 160 db vontatott löveg

## Légierő
Létszám: 2000 fő
A libanoni légierő, eredeti nevén القوات الجوية اللبنانية, a libanoni fegyveres erők repülő haderőneme. Jelenleg 57 db helikopterrel és 16 db repülőgéppel és 21 db pilótanélküli repülőeszközzel (UAV) rendelkezik, köztük Bell UH-1H Huey, Aérospatiale SA 330 Puma, Gazelle, Cessna Caravan, Hawker Hunters, RQ11 Raven és még más típusokkal is.
A légierő jelenleg szeretné visszaszerezni a sugárhajtású repülőgépek jelentette képességeit, és fontolóra veszi néhány vadász- vagy kiképző-repülőgép vásárlását.
Légitámaszpontok:
1. Bejrút – Bejrút, Nemzetközi Repülőtér (OLBA)
- 4. repülőszázad
- 12. repülőszázad
- 16. repülőszázad

2. Rajak légitámaszpont (OLRA)
- 1. repülőszázad
- 8. repülőszázad
- 15. repülőszázad

3. Klejate légitámaszpont, „Rene Mouawad” repülőtér (OLKA)
- 10. repülőszázad
- 11. repülőszázad
- 14. repülőszázad

4. Hamat légitámaszpont
- 7. repülőszázad
- 9. repülőszázad

## Haditengerészet
Létszám: 5000 fő
A libanoni haditengerészet, eredeti nevén القوات البحرية اللبنانية feladata a libanoni felségvizek és a kikötők védelme, valamint csempészet elleni harc. A haditengerészet élén a Haditengerészet Parancsnoka (Flotta tengernagy) helyezkedik el, őt követi helyettese a tengernagy. A haditengerészeten belüli szervezeti egység a Haditengerészeti Felszerelések Igazgatósága, a Haditengerészeti Iskola, a Bejrúti Haditengerészeti Támaszpont és a Jounieh Tengerészeti Támaszpont.
A haditengerészet, amelyben jelenleg nincs megfelelő mennyiségű és minőségű fegyverzet, körülbelül 65 db különböző méretű és felszerelésű hajóval rendelkezik, folyamatosan igyekezik modernizálni és növelni a fegyverzetét
Hadihajók:
- 7 db nagyobb járőrhajó (20 m, vagy nagyobb)
- 2 db deszanthajó
- 56 db kisegítő, szállító, kisebb járőrhajó

Libanoni különleges erők (Special Forces)
Vezetője a libanoni különleges műveletek parancsnoka.
A libanoni különleges erők a libanoni haderő elit katonái közül kerülnek ki. Azokat, akiket felvesznek soraikba, szigorú kiképzési rendszerben, fizikai és szellemi teljesítőképességük teljében lévő katonák, akik az átlagon felül képesek teljesíteni bonyolult harcászati körülmények között is. A fegyveres erők minden haderőneme rendelkezik a saját különleges erőivel.
Szervezete:
• Kommandó Ezred (arabul: Maghaweer)
• Libanoni légimozgékonyságú ezred (arabul: Moujawkal)
• haditengerészeti különleges erők
• Libanoni terrorelhárító-egység (arabul: Moukafaha)
• „Párducok” (a belbiztonsági különleges (SWAT) erők része, azaz a rendőrség beavatkozó egysége)
Az elit egységek harci hatékonyságának biztosítása érdekében számos parancsnokot külföldre küldenek kiképzésre olyan nemzetekhez, mint például az Amerikai Egyesült Államok, az Egyesült Királyság és Franciaország, hogy különleges képzésben részesüljenek olyan speciális területeken, amelyeket a libanoni fegyveres erők nem tudnak biztosítani az erőforrások hiánya miatt.
Libanonban az egyes kommandó egységeket a városi- és a gerillaharc megvívására képzik ki. A hazai kiképzési rendszer szigorú, minden egyes parancsnokságnak napi 20 órás, három hónapos időtartamú kiképzési-tervet kell készíteniük, amelyet különböző szakaszokra osztanak. Minden szakasz a hadviselés speciális formáit és a hozzá kapcsolódó harcászati eljárásokat tartalmazza.
Az ilyen eljárások a következők: szabotázs-akciók, mesterlövész képzés, kiemelés és fedett műveletek.
A libanoni fegyveres erők 2008-ban kezdték meg a libanoni különleges műveleti parancsnokság felállítását az LAF elit egységeinek integrálása érdekében. Ezek a különleges műveleti erők magukban foglalják a légimozgékonyságú ezredet, a „Ranger” (mélységi felderítő) ezredet, a haditengerészet különleges műveleti ezredét és a katonai hírszerzés terrorelhárító és szabotázs-elleni ezredét.
Akadémiák – főiskolák és katonai iskolák
A libanoni fegyveres erők hat hivatalos katonai főiskolát és -iskolát működtet, amelyek sokféle feladatot látnak el a tisztképzéstől a nemzeti ifjúsági katonai nevelési programok felügyeletéig. Az „Első Zászló” Szolgáltatási Központ nemrégiben célul tűzte ki a lakosság együvé tartozásának erősítését.
Katonai akadémiák és főiskolák:
· „Fouad Shehab” Parancsnoki Akadémia
· a Katonai Sportközpont
· Libanoni Szárazföldi Erők Katonai Főiskola
· Hegyi Hadviselési Főiskola
· Oktatási Főiskola
· a Légierő Repülő Főiskolája
· Haditengerészeti Főiskola
· a Libanoni Különleges Erők Főiskolája
Sorkötelezettség, sorkatonaság
Libanonban korábban csak férfiak számára volt kötelező a katonai szolgálat. Minden 18 éves vagy annál idősebb férfi kötelező katonai szolgálatot kellett teljesítsen. A kiképzést szabadidejükben, vagy iskolaidejükön kívül folytatják, beleértve a nyári vakációkat és az ünnepeket is. A középiskola mellett kiképzést és testedzéseket is tartottak. 2005. május 4-én egy új sorkatonasági rendszert fogadtak el, amely hathónapos szolgálatot tesz kötelezővé, avval a céllal, hogy két éven belül megszünteti a sorkatonaságot. 2007. február 10-től már nem létezik kötelező sorkatonai szolgálat Libanonban, így a sorkatonai rendszerről áttértek az önkéntes- és hivatásos haderőre.
Kiképzés
Az újoncok kiképzésére az „Első Zászló” Szolgáltató Központban (First Flag Service Centre –FFSC) kerül sor. Az egyhetes felvételit követően két kiképző tanfolyamra jelentkezhetnek, a közös katonai kiképzés alaptanfolyamára és egy adott kurzusra. Ezeket a kurzusokat részletekben szervezik egy-egy program alapján, amely meghatározza a képzés óraszámát, figyelembe véve a katona rendfokozatát. Az első tanfolyam 240 órából áll, ami átlagosan kilenchetes és a képzési programja az alábbi:
• katonai szabályzat és előírások ismerete
• műszaki és harcászati oktatás
• fegyverismeret
• fizikai erőnlét fejlesztése
• hivatástudat és harci morál fejlesztése
A második tanfolyam 84 órából áll, amely három héttel egyenértékű. A lövészkatona tanfolyam a következőkből áll:
• Fizikai erőnlétfejlesztés
• alaki és harcászati képzés/gyakorlás
• gyalogsági fegyverek ismerete és harcászati alkalmazásuk